# Municipio de Lerma
El municipio de Lerma es uno de los 125 municipios en que se encuentra dividido el estado mexicano de México, integrante de la zona metropolitana de Toluca, su cabecera municipal es la ciudad de Lerma de Villada.
Fue declarado Pueblo con Encanto por el Gobierno del Estado de México, el 9 de octubre de 2015.

## Historia

### Prehistoria
A orillas del río Lerma se han hallado fósiles de huesos de mamut, que eran cazados para alimentar a los hombres del Pleistoceno . Uno de estos hallazgos ocurrió en mayo de 1996 al hacer excavaciones para el drenaje en San Mateo Atenco, se descubrieron restos de mamut de la época cuaternaria. 
Se han hallado vestigios prehistóricos: desde restos humanos y huesos de animales –restos de la extremidad de otro animal prehistórico (aparte del mamut) fueron encontrados en abril de 1998– hasta puntas de flecha de obsidiana y piedras talladas. 

#### Preclásico
Formación de aldeas cercanas al agua, que les permite sembrar maíz, frijol y calabaza. También comen conejo, ardilla, venado y aves. Las aldeas se multiplican hasta alcanzar la etapa Clásica de Mesoamérica.

#### Posclásico
Hubo aparentes relaciones culturales entre Tula y las poblaciones del actual Estado de México, que culminan con la desintegración tolteca probablemente por las migraciones de chichimecas, las cuales forman los señoríos (sensu lato).

### Período prehispánico
En Lerma se establecieron otomíes, mazahuas, matlazincas (ocuiltecas y atzingas) y, como se extendieron por todo el país, también nahuas. La ciénaga de Lerma se conocía como Chicnahuapan (no confundir con el municipio al norte de Puebla), e iba de Tenango hasta Xonacatlán. Se ha encontrado cerámica de influencia olmeca en lugares cercanos como Ocoyoacac. La expansión del dominio azteca se percibe en documentos novohispanos.
Desde la caída de Azcapotzalco, el actual territorio del municipio de Lerma, formó parte de la jurisdicción de la nación Tepaneca hasta mediados del período novohispano. Itzcóatl dominó Huitzizilapan (hoy perteneciente al municipio de Lerma) y en 1474, Axayacátl fue el señor de la zona. Tributaban a Tlacopan, pero no a México Tenochtitlán.
Cuando llegan los aztecas, los otomíes tenían del norte del valle de Toluca hasta los actuales Lerma y Ocoyoacac; los matlazincas tenían el sur, con capitales a la orilla de la Laguna de Chiconahuapan; los mazahuas tenían tierras hacia el poniente del valle y del actual Estado de México.
Después llegaron ciertos grupos chichimecas que eran pescadores y usaban mucho las redes, por lo que se les llamó matlazincas o "señores de la red"; son los otomíes del sur o malinalcas (pues los otomíes se extendieron hacia Xonacatlán, Temoaya, Otzolotepec, Jiquipilco, Jilotzingo, Jilotepec y otros sitios de la región norte del Estado de México. Lo del sur era el valle Matlazingo, que tenía un río naciente de la laguna Chignahuapan, llamado Chiconahuatenco, río grande o Matlazingo. Al ser una cuenca hidrológica, se parecía a lo que tenían en el centro de Tenochtitlan.

### Período Novohispano
Las Encomiendas fueron impuestos de trabajo indígena a los españoles conquistadores. Lo que hoy es Atarasquillo (dentro de Lerma), en aquel entonces se conocía como Tlalaxco. Isabel Moctezuma tuvo la primera encomienda de dicha región (que le dio Hernán Cortés el 26 de julio de 1526), por ser de la nobleza prehispánica aunque sin ser española, pues se casó con el español Alonso de Grado. Cuando Isabel murió, la encomienda se repartió entre sus herederos.
El 20 de febrero de 1561, don Antonio Cortés Totoquihuatzin “el Viejo” y otros de Tacuba pidieron mercedes en Tlalaxco, Huitzizilapan y otros pueblos cercanos a Felipe II.

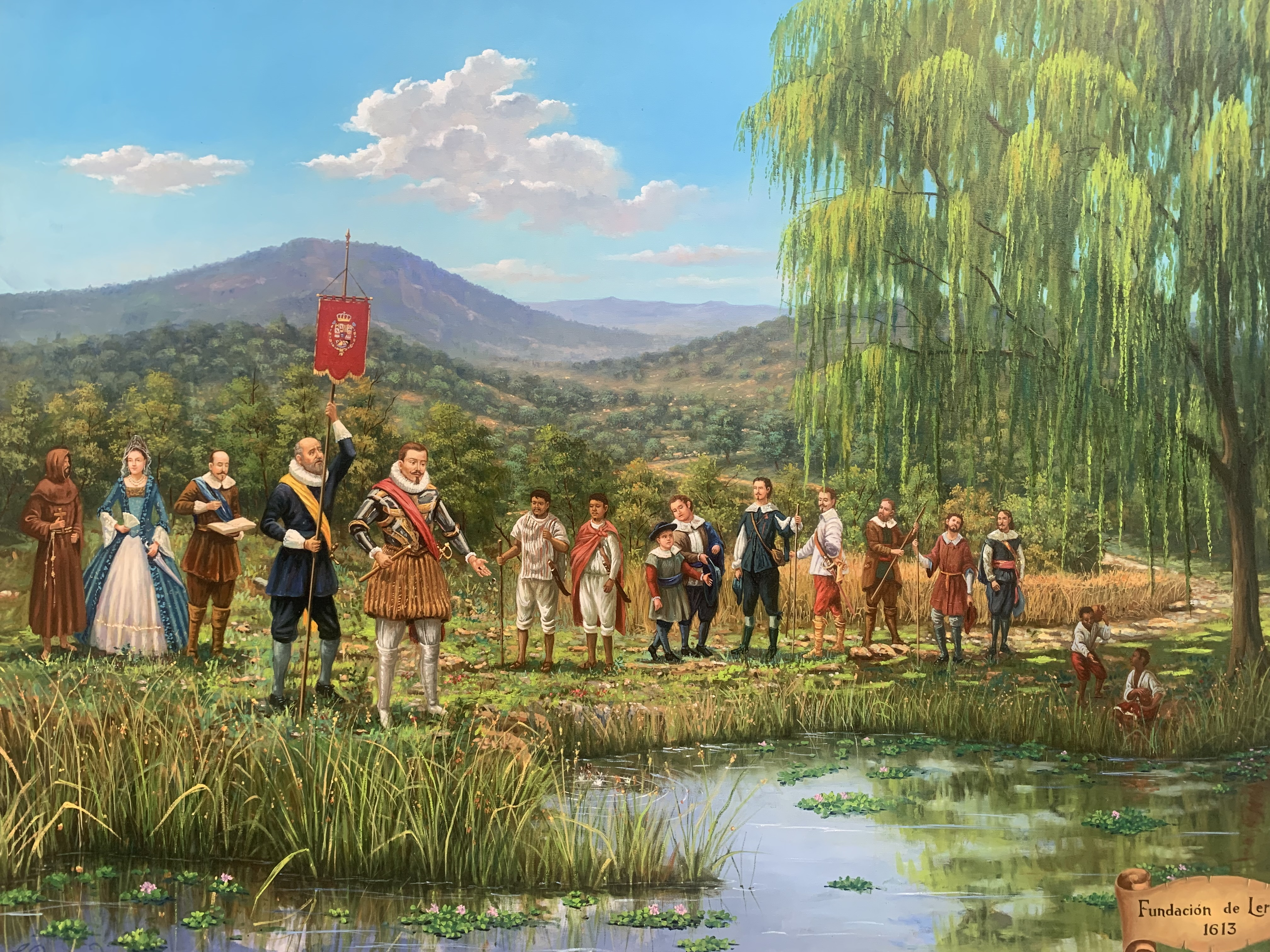
Fundación de la ciudad de Lerma, cuadro de autor desconocido, en Zanbatha; Museo del Valle de la Luna

En 1613, Martin Reolín Barejón pidió la fundación de una nueva ciudad o villa y el corregidor Alonso de la Loa verificó el mandamiento y ejecución de los títulos de la nueva fundación de la ciudad de Lerma.
Vasco de Quiroga conoció las dos islas que hoy en día son el pueblo de San Pedro Tultepec y la isla Santa Clara, ambas entre tulares de la laguna donde se fundaría más tarde la ciudad de Lerma. En 1535 Quiroga se pleiteó contra el cacique de Ocoyoacac Martín Chimaltecátl quizá porque este se quería retractar de haberle vendido a Vasco la isla de Tultepec, quien la pobló con gente azteca traída del hospital de Santa Fe.

### Independencia de México
La Batalla del Monte de las Cruces se dio el 30 de octubre de 1810. Carlos María de Bustamante narra lo que pasó en la zona de Lerma:
Trujillo se situó en Toluca y destacó una partida de dragones en el puente que llaman de Don Bernabé. Los americanos llegaron a Ixtlahuaca, y un destacamento de sus tropas arrolló a las del virrey, y las obligó a abandonar aquella posición; retiróse Trujillo a Lerma, distante cuatro leguas, para ocupar la ventajosa posición que le ofrecía su puente, donde formó una cortadura y parapeto; creíase seguro de no ser atacado, porque desconocía el local; mas el cura Viana, de Lerma, le hizo ver que podía ser atacado, pasando los americanos por el puente de Atengo, movimiento por el que sería envuelto en su posición; esta sugestión le fue oportuna, aunque impropia del que la hizo, y se convenció de la verdad del aviso cuando lo recibió del comandanté de la izquierda, situado en el puente y que le pedía auxilios; ocupáronlo los americanos, y Trujillo se vió precisado a retirarse al monte de las Cruces, pues Allende se dirigía por el camino de Santiago a tomarle la espalda y ocupar el único camino que le quedaba de retirada; por tanto, parte de la tropa del virrey se situó en el puente de Lerma a las órdenes del mayor D. José Mendívil, y Trujillo, con el resto, pasó al punto de Las Cruces, que lo hizo de reunión para el caso de una desgracia, como se verificó, reuniéndose allí Mendívil y el capitán D. Francisco Bringas, que mandaba el cuerpo de caballería.

Carlos María de Bustamante, Cuadro histórico de la Revolución de la América mexicana. Carta cuarta, primera parte

Dos años después, el 20 de mayo de 1812 hubo una batalla en la región de Lerma, por las mismas fechas que la Batalla de Tenango. En ambas luchas combatió Ignacio López Rayón, quien contra el realista Joaquín del Castillo y Bustamante se hizo fuerte en Lerma el 19 de mayo y antes del 23 partió hacia Tenango del Valle, evitando el inminente ataque de su enemigo, que venía de la Ciudad de México. Estas dos batallas son lo que se cuenta de Lerma hacia el período independiente.

### Reforma
Durante la Rebelión de Escalada, 6 de junio de 1833, el gobernador federalista Lorenzo de Zavala trasladó los poderes del Estado mexicano a Lerma durante cinco días, para que Toluca no fuera tomada por Ignacio Escalada y el padre Cuadros. El 6 de mayo de 1868, se erigió el distrito de Lerma, dentro del cual, siendo gobernador del Estado de México Mariano Riva Palacio, se erigió el municipio de San Mateo Atenco el 12 de octubre de 1871.

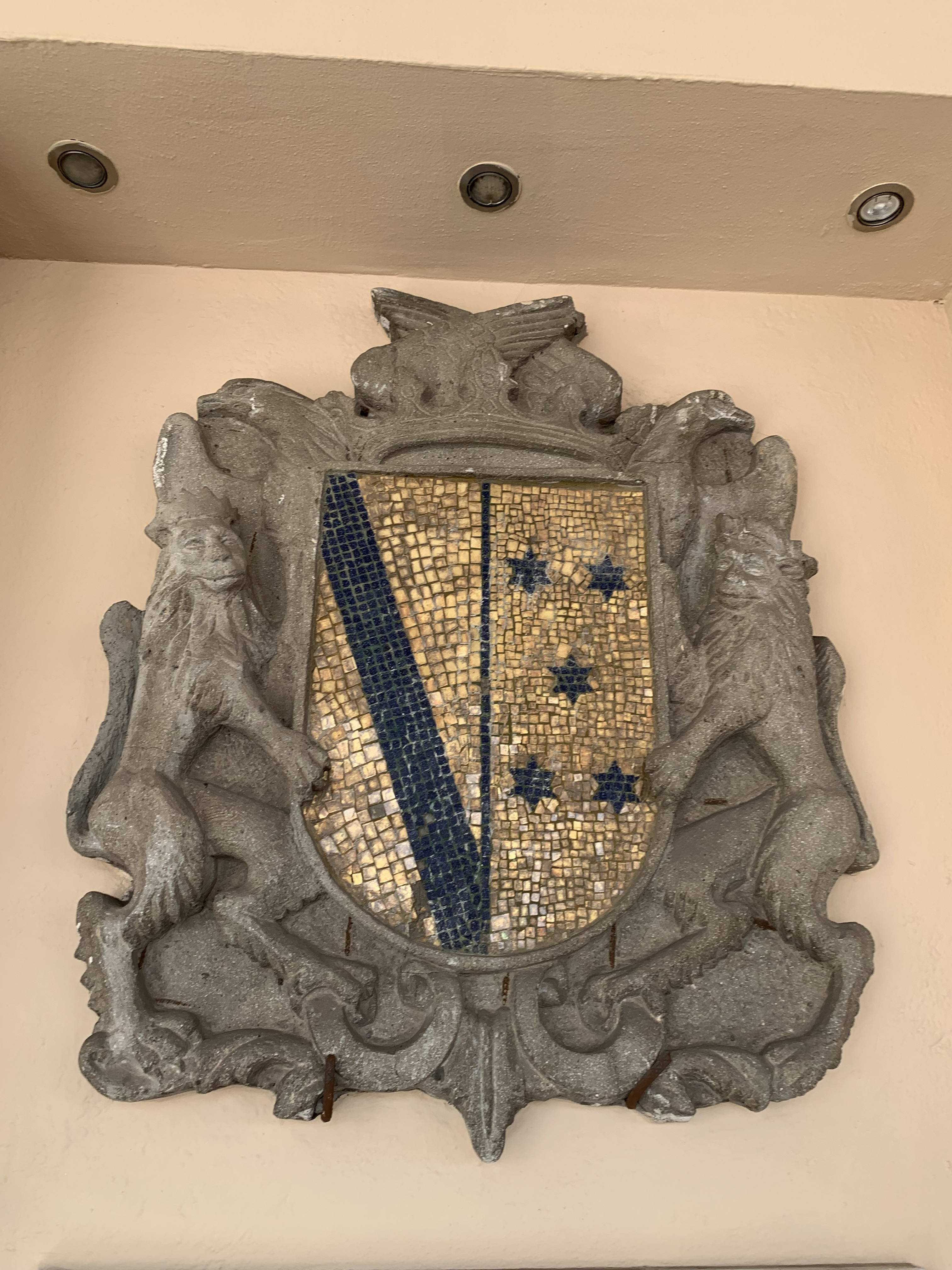
Escudo de armas de Lerma

#### Cambios de municipio
En 1871, la Hacienda de Doña Rosa, que estaba en Toluca, se pasó a Lerma. En 1874 San Pedro Tultepec pasó a formar parte de Lerma, separándose de San Mateo Atenco por decreto de José Vicente Villada, dejando una franja de tierras de San Mateo y Metepec en litigio. En 1875 Huixquilucan se pasó de Lerma a Tlalnepantla, pero esto fue revertido en 1879. En 1891, Temoaya pasó del municipio de Lerma al de Toluca.

### Porfiriato
En la época del General Porfirio Díaz se hicieron muchas comunicaciones en México, especialmente los trenes, uno de los cuales en 1882 tuvo la inauguración de las estaciones Jajalpa y Maclovio Herrera, en el municipio Lerma.

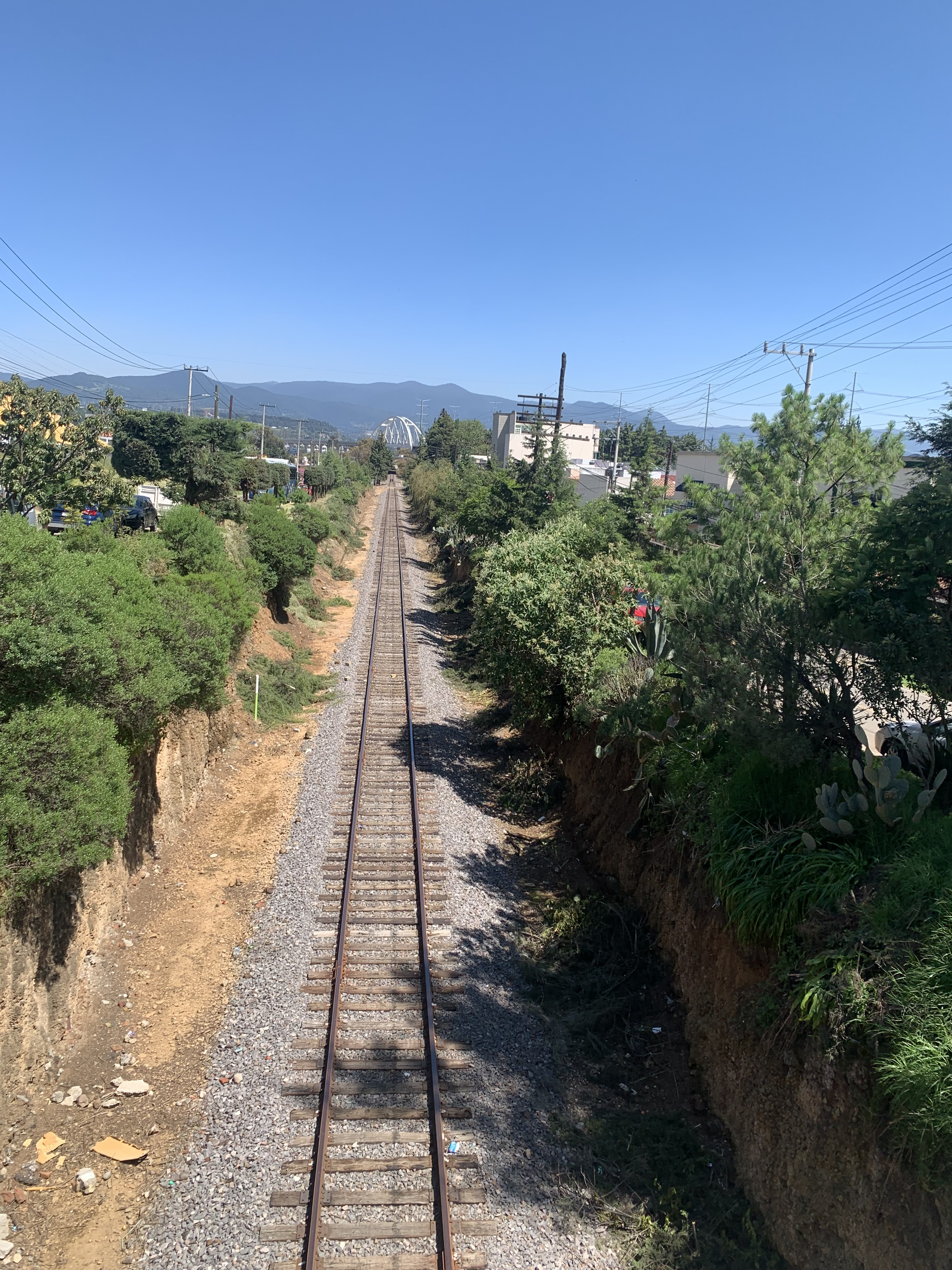
Vía del tren en municipio de Lerma

Los archivos municipales los ha borrado el tiempo, pero el Ayuntamiento de Lerma se erigió en 1825.

### Revolución mexicana
Las haciendas de Doña Rosa, Santa Catarina, y San Nicolás Peralta pertenecientes al municipio de Lerma, fueron atacadas varias veces por pequeños grupos zapatistas. En 1913 hubo ataques a la cabecera municipal, al pueblo de Atenco (ataque frustrado por vecinos y rondas armadas) y en la Hacienda de Jajalpa, también frustrado.

### De la Revolución hacia adelante
El 12 de enero de 2023, aún se encontraba el resto de la historia de Lerma disponible en el enlace de la siguiente referencia.

## Geografía
El municipio de Lerma se encuentra localizado en la zona central del oeste del Estado de México, en la transición de la Sierra de las Cruces al Valle de Toluca, se encuentra entre las coordenadas 19° 13' - 19° 26' de latitud norte y 99° 22' - 99° 34' de longitud oeste, una altitud de 2500 a 3500 metros sobre el nivel del mar y tiene una extensión territorial de 228,64 kilómetros cuadrados. Limita al norte con el municipio de Xonacatlán, al noreste con Naucalpan, al este con el municipio de Huixquilucan, al sur con Ocoyoacac y Capulhuac, al oeste con San Mateo Atenco y el municipio de Toluca, al suroeste con Metepec y al noroeste con el municipio de Otzolotepec.

### Orografía e hidrografía
Los cauces que destacan por su importancia en el municipio de Lerma son: Salto del Agua, Flor de Gallo, San Mateo, Río Seco y Peralta; además se encuentra el Río Lerma, que actualmente no se considera una fuente de abastecimiento, por ser ocupado como drenaje, donde se descargan aguas residuales, tanto domésticas como industriales.
Se cuenta también con dos ríos: San Lorenzo y Zolotepec, localizados al norte, entre el municipio de Xonacatlán y Lerma.
La Laguna Salazar, así como 38 pozos profundos.
Destacan dos lagunas pertenecientes a las ciénegas de Lerma las cuales son Chignahuapan cerca de San Pedro Tultepec y Chimiliapan en San Nicolás Peralta.

### Clima y ecosistemas
La cabecera municipal tiene un clima templado subhúmedo, mientras que las planicies bajas de la municipalidad gozan de un clima templado; los meses más calurosos son mayo y junio.
Debido a la especial configuración del relieve no puede decirse que las temperaturas sean homogéneas, puesto que en los sitios bajos del valle presentan temperaturas cercanas a los 30 °C. En invierno descienden hasta 7 °C y en los meses de diciembre y enero hasta 7 °C bajo cero o más.
La temperatura promedio en la cabecera municipal es de 19 grados Celsius. En las zonas altas de 15 grados Celsius. La temperatura media anual es de 12,4 grados Celsius; la precipitación es de 822,5 milímetros. La pluviosidad promedio es de 1075 milímetros. En promedio: 154 días lluviosos y 211 soleados. Los vientos más notables se presentan en los meses de febrero y marzo. Los vientos dominantes son de sur.

## Demografía
De acuerdo a los resultados del Censo de Población y Vivienda realizado en 2020 por el Instituto Nacional de Estadística y Geografía, la población total del municipio de Lerma es de 170,327 habitantes, de los cuales 83,968 son hombres y 86,359 son mujeres.

### Localidades
El municipio de Lerma tiene un total de 70 localidades; las principales y su población en 2010 son las que a continuación se enlistan:

Principales localidades

| Localidad                          | Población (2020) |                      |       |
| Total Municipio                    | 170 327          |                      |       |
| Lerma de Villada                   | 33 166           |                      |       |
| Santa María Atarasquillo           | 15 486           |                      |       |
| San Pedro Tultepec                 | 15 052           |                      |       |
| San Miguel Ameyalco                | 5 361            |                      |       |
| San Mateo Atarasquillo             | 6 341            |                      |       |
| San Nicolás Peralta                | 5 265            |                      |       |
| Colonia Álvaro Obregón             | 4 716            |                      |       |
| San Francisco Xochicuautla         | 3 980            |                      |       |
| Santiago Analco                    | 3 952            |                      |       |
| Col Agrícola Analco                | 2 478            |                      |       |
| Colonia Emiliano Zapata            | 4 975            |                      |       |
| Colonia Los Cedros                 | 7 240            |                      |       |
| San Pedro Huitzizilapan            | 3 033            |                      |       |
| Santa María Tlalmimilolpan         | 3 146            |                      |       |
| Zacamulpa Huitzizilapan            | 2 365            |                      |       |
| Colonia Guadalupe Victoria         | 2 522            |                      |       |
| La Concepción Xochicuautla         | 2 621            |                      |       |
| Reforma Tlalmimilolpan             | 2 241            |                      |       |
| Salazar                            | 1 792            |                      |       |
| Cañada de Alferes                  | 349              | N dexi Huitizizlapan | 1 271 |
| San Martin Las Rajas Huitzizilapan | 1 771            |                      |       |

## Economía
La economía en el municipio y sus localidades se ha visto mejorada con diversas empresas en sus pueblos. San Miguel Ameyalco ha generado empleos con empresas y comercios nuevos, en este poblado se encuentra el centro de distribución de Grupo Agroindustrial San Miguel, el cual genera 40 empleos al año con personal de Ameyalco y Atarasquillo, así mismo otros poblados vecinos.
El Parque Industrial Cerrillo II en Lerma tiene la sede de Nissin Foods México.

## Política
El gobierno del municipio de Lerma le corresponde a su Ayuntamiento, el cual es electo para un periodo de tres años no reelegibles para el periodo inmediato pero si de forma no continua y que es electo mediante voto universal, directo y secreto; el ayuntamiento está conformado por el presidente municipal, el Síndico Municipal y un cabildo integrado por un total de 9 regidores. Todos entran a ejercer su cargo el día 1 de enero del año siguiente al que se realiza la elección.

### Subdivisión administrativa
Para su régimen interior el municipio se divide en delegaciones y subdelegaciones, sus titulares son electos mediante plebiscito para un periodo de tres años, existiendo un total de 34 delegaciones.

### Representación legislativa
Para la división territorial es distritos electorales donde son electos los diputados locales y federales, el municipio de Lerma se encuentra dividido de la siguiente manera:
Local:
- IV Distrito Electoral Local del Estado de México con cabecera en Lerma.[17]

Federal:
- Distrito electoral federal 18 del estado de México con cabecera en Huixquilucan.[18]

### Presidentes municipales
- (1913 - 1915): Carlos Maíz Montes de Oca
- (1940 - 1942): José Esquivel Tomasa
- (1957 - 1960): Juan Gutiérrez González
- (1992 - 1993): Marco Antonio González
- (1993 - 1996): Alfonso Ortega García
- (1996 - 2000): Mario Reyes García
- (2000 - 2003): Miguel de Jesús Hernández
- (2003 - 2006): Tomás García Villar
- (2006 - 2009): Agustín González Cabrera
- (2009 - 2012): Fidel Alejandro Castillo Ambríz
- (2012 - 2015): Eric Sevilla Montes de Oca
- (2015 - 2018): Jaime Cervantes Sánchez
- (2018 - 2021): Jaime Cervantes Sánchez
- (2021 - 2024): Miguel Ángel Ramírez Ponce

## Ciudades hermanas
La ciudad de Lerma está hermanada con las siguientes ciudades alrededor del mundo:
- Lerma, España (2013).[19]
- Lerma, Italia (2014).[20]
- Rosario de Lerma, Argentina (2015).[21]
- Zinacantepec, México(2016).[22]